# Setge de Carcassona (1240)
El setge de Carcassona de 1240 va tenir lloc a la ciutat de Carcassona durant l'anomenada Revolta Trencavell, que havia exclatat aquell mateix any.
L'estiu de l'any 1240 Ramon Trencavell, fill del comte Ramon Roger assassinat a Carcassona el 1209, va creuar els Pirineus al capdavant d'un exèrcit de faïdits occitans, tot ells exiliats a la Corona d'Aragó. Disposat a recuperar els territoris del seu pare, va marxar sobre Carcassona, que va assetjar a partir del mes de setembre. Tanmateix no va aconseguir que la ciutat capitulés i es va veure obligat a aixecar-ne el setge quan l'octubre van arribar els reforços del rei de França.
Assetjat, aquest cop ell i els faïdits, a Mont-real van negociar una pau honorable amb els oficials reials, que els va permetre tornar a creuar els Pirineus amb tot el seu bagatge.

## Context
El 1209, quan tot just acabava de començar la croada contra els albigesos, Carcassona va caure en mans dels croats després de 25 dies de setge. El vescomte Ramon Roger va ser fet presoner i Simó de Montfort, cap dels croats a partir d'aquell moment, es va investir com a nou vescomte de Carcassona. Ramon Roger va morir poc després empresonat a la seva ciutat i la seva dona, Agnès de Montpeller, va signar amb Montfort la seva renúncia als drets del vescomtat.

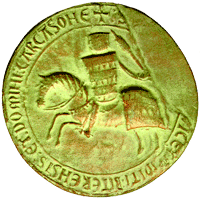
Segell de Ramon Trencavell II.

Ramon Roger tenia un fill petit anomenat Ramon (Ramon Trencavell II) que va passar a ser tutelat per Ramon Roger I, comte de Foix. Malgrat la renúncia de la seva mare, se'l seguia considerant l'hereu legítim de Carcassona i prendrà part en la reconquesta del Llenguadoc que els senyors occitants van protagonitzar a partir del 1216. Ramon Trencavell II va prendre possessió finalment dels dominis que havien estat del seu pare el 1224, però l'alegria va durar poc. El 1226 es va reactivar la croada albigesa amb la participació directa del rei de França. Aquesta nova campanya bèl·lica va finalitzar amb la derrota occitana i l'annexió del vescomtat als dominis del rei de França, amb el tractat de Meaux-París signat el 1229. Els Trencavell van prendre llavors el camí de l'exili a la Corona d'Aragó.
La situació d'exili es va perllongar fins que l'estiu de 1240 Ramon Trencavell II, acompanyat d'un exèrcit de faidits també exiliats com ell, van creuar els Pirineus per a recuperar les terres que havien estat de les seves famílies. Era l'inici de l'anomenada Revolta Trencavell.

## El setge
Ramon Trencavell va gaudir de l'ajuda de nombrosos faïdits i senyors locals, com Oliver de Tèrme, Chabèrt de Barbairan o Jordà de Saissac.. La noblesa es va afegir en massa a la guerra del vescomte i el país a grans trets els va acollir com a alliberadors. Això va permetre a la tropa del Trencavell arribar a Carcassona el 7 de setembre.

### Preparació de la ciutat
Guillem des Ormes, senescal de Carcassona, va preparar la defensa de la ciutat instal·lant cadafals a les muralles. Van arribar a Carcassona reforços per a defensar la ciutat, des de membres de la noblesa nadiua que no havien volgut unir-se a la revolta, fins a senyors com Pere de Voisins, antic company de Simó de Montfort i senyor de Limós. De la rodalia havien arribat religiosos a refugiar-s'hi, com ara l'abat de Montolieu, el qual havia vist com l'exèrcit Trencavell atacava el seu establiment religiós. El bisbe de Narbona, Pere Amiel, i el de Tolosa, Ramon de Falga, també hi eren. La presència d'aquests grans senyors religiosos respon a la idea que l'atac estava perpetrat per enemics de la Fe i defensors d'heretges, fent ben palesa encara la memòria de la Croada albigesa.
Sembla que la ciutat va fer costat a la defensa. Malgrat tot, el bisbe de Tolosa va anar fins al burg de Granolhant per a predicar-hi la fidelitat, ja que agents de Ramon Trencavell II hi havien obert contactes amb els habitants.

### El setge
La nit del 7 de setembre l'exèrcit de Ramon Trencavell II va ocupar el burg de Granolhant. Començava així un setge de 34 dies on es van desplegar totes les lleis de la poliorcètica medieval. Se'n saben els detalls gràcies a la Crònica de Gulhèm de Puèglaurenç i, sobretot, pel llarg informe que Guillem des Ormes va enviar el 13 d'octubre a Blanca de Castella. En el poc més d'un mes que va durar el setge es van produir varis cops preses i represes dels burgs, es van instal·lar màquines d'artilleria per ambdós costats i es van construir mines i contramines. Els combats van ser acarnissats.
La ciutat va estar a punt de caure en més d'un cop, però els defensors van saber recuperar-se. Tot feia pensar que la caiguda de Carcassona seria qüestió de temps. Tanmateix la sort dels atacants va canviar quan va arribar la notícia que s'acostava un exèrcit enviat pel rei de França per a ajudar els assetjats, capitanejat pel camarlenc reial Joan de Beaumont. Trencavell va ordenar llavors llevar el setge per por de trobar-se encerclat. La nit de l'11 d'octubre van calar foc als burgs de la ciutat per por a les represàlies del senescal, ja que molts dels seus habitants hi havien pres part en contra, i van marxar de Carcassona posant fi al setge.

## Conseqüències
Ramon Trencavell II i els seus van fugir a Mont-real, on es van refugiar. L'exèrcit reial va assetjar Mont-real, però no va acabar prenent-lo per assalt. Abans es va negociar la pau amb l'ajuda dels comtes de Tolosa i de Foix que hi van arribar precisament per aquest motiu. Ramon Trencavell va poder sortir de Mont-real sa i estalvi amb el seu vagatge i tornar al seu exili a Catalunya, d'on ja no provarà més de recuperar la terra del seu pare.
Tot i així, Joan de Beaumont va continuar la persecució dels culpables de la revolta. Va expulsar els habitants de Mont-real i va destruir la ciutat, va assetjar i destruir altres poblacions fins que la revolta va ser del tot sufocada. A finals de novembre va empendre el camí de retorn cap a París.